# Pteris congesta
Pteris congesta är en kantbräkenväxtart som beskrevs av Prado. Pteris congesta ingår i släktet Pteris och familjen Pteridaceae. Inga underarter finns listade.